# Aliaksandr Khatskevich
Aliaksandr Mikalaïévitch Khatskevich (en biélorusse : Аляксандр Мікалаевіч Хацкевіч et en russe : Александр Николаевич Хацкевич), né le 19 octobre 1973 à Minsk en Biélorussie, est un footballeur international biélorusse reconverti en entraîneur.

## Biographie

### Carrière de joueur
Avec le club du Dynamo Minsk où il commence sa carrière en 1992, il remporte cinq championnats de Biélorussie et deux Coupes de Biélorussie. Il rejoint en 1996 le Dynamo Kiev, où il joue  pendant 8 ans : il remporte avec cette équipe sept fois le championnat d'Ukraine, et quatre Coupes d'Ukraine.
Après deux brèves expériences en Chine et en Lettonie, il revient terminer sa carrière dans son club d'origine.
Il participe à 56 matchs de Ligue des champions, inscrivant 3 buts. Il est demi-finaliste de cette compétition en 1999 avec le Dynamo Kiev, en étant battu par le Bayern Munich.

### Carrière internationale
Il est sélectionné 38 fois en équipe de Biélorussie, pour 4 buts inscrits, entre 1993 et 2005. 
Il joue son premier match en équipe nationale le 27 janvier 1993 contre l'Équateur, et son dernier le 30 mars 2005 contre la Slovénie. Le 2 septembre 2000, il marque son premier but en sélection lors d'un match des éliminatoires de la Coupe du monde 2002 contre le pays de Galles (victoire 2-1).
Il porte à trois reprises le brassard de capitaine.

### Carrière d'entraîneur
Durant sa dernière année de joueur à l'âge de 33 ans, Khatskevich connaît une première expérience d'entraîneur en devenant entraîneur-joueur du Dinamo Minsk durant une grande partie de la saison 2007 en remplacement de Piotr Katchouro, terminant alors neuvième du championnat. Il devient par la suite entraîneur au sein des équipes de jeunes de la sélection biélorusse avant d'être nommé à la tête du FK Vitebsk en juillet 2008, amenant le club à la cinquième place en championnat avant d'être renvoyé dès le mois de juillet 2009 en raison du manque d'argent. Devenant ensuite entraîneur adjoint de la sélection ukrainienne entre février 2010 et avril 2011, Khatskevich intègre en parallèle l'encadrement technique du Dynamo Kiev à partir du mois de janvier 2011, où il entraîne notamment les équipes de jeunes jusqu'en décembre 2014.
Le 4 décembre 2014, il est nommé sélectionneur national de la Biélorussie alors que l'équipe ne compte qu'un point en quatre matchs de qualifications pour l'Euro 2016.
Après deux ans et demi en fonction, il démissionne de son poste en décembre 2016 sur un bilan de six victoires, six matchs nuls et six défaites. Quelques mois après son départ de la sélection, Khatskevich devient l'entraîneur principal du Dynamo Kiev et amène par la suite le club à deux places de vice-champion d'Ukraine. Il est cependant démis de ses fonctions à la fin du mois d'août 2019 après avoir échoué à se qualifier pour la phase de groupes de la Ligue des champions à la suite d'une défaite contre le Club Bruges, constituant alors son troisième échec d'affilée durant la phase qualificative de la compétition.
Peu avant la fin d'année 2019, Khatskevich devient le nouvel entraîneur du Rotor Volgograd, qui est alors premier de la deuxième division russe en trêve hivernale. Il ne dirige cependant que deux rencontres avant que la saison ne soit stoppée de manière anticipée au mois de mars 2020 en raison de la pandémie de Covid-19 en Russie, qui a pour malgré tout pour conséquence d'assurer la promotion du club au premier échelon pour la première fois depuis 2004. L'exercice 2020-2021 s'avère par la suite compliqué pour le Rotor qui n'enregistre son premier succès que lors de la douzième journée et stagne dans les places de relégation. Malgré quelques bons résultats juste avant et après la trêve hivernale, il est finalement renvoyé le 19 mars 2021 après un revers 4-0 face à Rostov qui place le club à huit points du maintien.

## Palmarès
Dinamo Minsk
- Champion de Biélorussie en 1993, 1994, 1994-1995 et 1995
- Vainqueur de la Coupe de Biélorussie en 1994.

 Dynamo Kiev
- Champion d'Ukraine en 1996, 1997, 1998, 1999, 2000, 2001, 2003 et 2004
- Vainqueur de la Coupe d'Ukraine en 1996, 1998, 1999, 2000 et 2003
- Vainqueur de la Coupe de la CEI en 1996, 1997, 1998 et 2002.

Distinctions personnelles
- Élu Footballeur biélorusse de l'année en 1998 et 2000

## Statistiques

### Statistiques en club
| Saison                | Club                  | Championnat           | Championnat | Championnat | Coupe(s) nationale(s) | Coupe(s) nationale(s) | Compétition(s) continentale(s) | Compétition(s) continentale(s) | Compétition(s) continentale(s) | Biélorussie | Biélorussie | Total | Total |
| Saison                | Club                  | Division              | M.          | B.          | M.                    | B.                    | Comp.                          | M.                             | B.                             | M.          | B.          | M.    | B.    |
| 1992-1993             | Dinamo Minsk          | D1                    | 23          | 2           | -                     | -                     | -                              | -                              | -                              | 2           | 0           | 25    | 2     |
| 1993-1994             | Dinamo Minsk          | D1                    | 22          | 4           | -                     | -                     | C1                             | 2                              | 0                              | -           | -           | 24    | 4     |
| 1994-1995             | Dinamo Minsk          | D1                    | 11          | 7           | 1                     | 1                     | C3                             | 2                              | 0                              | 1           | 0           | 15    | 8     |
| 1995                  | Dinamo Minsk          | D1                    | 13          | 2           | -                     | -                     | C3                             | 3                              | 1                              | 1           | 0           | 17    | 3     |
| 1996                  | Dinamo Minsk          | D1                    | 11          | 1           | 1                     | 0                     | -                              | -                              | -                              | 4           | 0           | 16    | 1     |
| Sous-total            | Sous-total            | Sous-total            | 80          | 16          | 2                     | 1                     | -                              | 7                              | 1                              | 8           | 0           | 97    | 18    |
| 1996-1997             | Dynamo Kiev           | D1                    | 23          | 1           | 1                     | 0                     | C1+C3                          | 2+1                            | 0                              | 2           | 0           | 29    | 1     |
| 1997-1998             | Dynamo Kiev           | D1                    | 15          | 1           | 3                     | 0                     | C1                             | 9                              | 0                              | -           | -           | 27    | 1     |
| 1998-1999             | Dynamo Kiev           | D1                    | 23          | 10          | 7                     | 2                     | C1                             | 9                              | 0                              | 5           | 0           | 44    | 12    |
| 1999-2000             | Dynamo Kiev           | D1                    | 15          | 4           | 3                     | 1                     | C1                             | 6                              | 2                              | 2           | 0           | 26    | 7     |
| 2000-2001             | Dynamo Kiev           | D1                    | 19          | 4           | -                     | -                     | C1                             | 7                              | 0                              | 7           | 3           | 33    | 7     |
| 2001-2002             | Dynamo Kiev           | D1                    | 11          | 1           | 3                     | 1                     | C1                             | 7                              | 0                              | 4           | 1           | 25    | 3     |
| 2002-2003             | Dynamo Kiev           | D1                    | 18          | 4           | 4                     | 2                     | C1+C3                          | 8+2                            | 2+0                            | 5           | 0           | 37    | 8     |
| 2003-2004             | Dynamo Kiev           | D1                    | 11          | 1           | 2                     | 0                     | C1                             | 6                              | 0                              | 4           | 0           | 23    | 1     |
| Sous-total            | Sous-total            | Sous-total            | 135         | 26          | 23                    | 6                     | -                              | 57                             | 4                              | 29          | 4           | 244   | 40    |
| 2004                  | Tianjin TEDA          | D1                    | 10          | 1           | -                     | -                     | -                              | -                              | -                              | -           | -           | 10    | 1     |
| 2005                  | Venta Ventspils       | D1                    | 4           | 0           | -                     | -                     | -                              | -                              | -                              | 1           | 0           | 5     | 0     |
| Sous-total            | Sous-total            | Sous-total            | 14          | 1           | -                     | -                     | -                              | -                              | -                              | 1           | 0           | 15    | 1     |
| 2005                  | Dinamo Minsk          | D1                    | 6           | 1           | -                     | -                     | -                              | -                              | -                              | -           | -           | 6     | 1     |
| 2006                  | Dinamo Minsk          | D1                    | 20          | 3           | 1                     | 0                     | C3                             | 2                              | 0                              | -           | -           | 23    | 3     |
| 2007                  | Dinamo Minsk          | D1                    | 8           | 2           | 2                     | 0                     | C3                             | 4                              | 0                              | -           | -           | 14    | 2     |
| Sous-total            | Sous-total            | Sous-total            | 34          | 6           | 3                     | 0                     | -                              | 6                              | 0                              | -           | -           | 43    | 6     |
| Total sur la carrière | Total sur la carrière | Total sur la carrière | 263         | 49          | 28                    | 7                     | -                              | 70                             | 5                              | 38          | 4           | 399   | 65    |

### Buts en sélection
Le tableau suivant liste les résultats de tous les buts inscrits par Aliaksandr Khatskevich avec l'équipe de Biélorussie.

### Statistiques d'entraîneur
| Dinamo Minsk    | 9 avril 2007     | 12 novembre 2007 | 30  | 9  | 13 | 8  | 30,0 |
| FK Vitebsk      | 26 juillet 2008  | 20 juillet 2009  | 31  | 11 | 7  | 13 | 35,5 |
| Biélorussie     | 4 décembre 2014  | 6 décembre 2016  | 18  | 6  | 6  | 6  | 33,3 |
| Dynamo Kiev     | 2 juin 2017      | 14 août 2019     | 106 | 63 | 24 | 19 | 59,4 |
| Rotor Volgograd | 20 décembre 2019 | 19 mars 2021     | 26  | 5  | 7  | 14 | 19,2 |
| Total           | Total            | Total            | 211 | 94 | 57 | 60 | 44,5 |